# Értelmező szótár+
Az Értelmező szótár+ Eőry Vilma főszerkesztésében és a budapesti Tinta Könyvkiadó gondozásában 2007-ben megjelent kétkötetes magyar nyelvi kézikönyv, egynyelvű kéziszótár, amelyben összesen 1826 oldalon mintegy 25 ezer magyarországi és határon túli magyar nyelvi adat szerepel. A 16 ezer címszó között éppúgy megtaláljuk legújabb szavainkat (csipkártya, honlap, laptop stb.), mint a régi mesterségneveket (csiszár, felcser, ispán, kasznár, pintér, tőzsér stb.). A klasszikus értelmező szótári funkciók mellett egyetlen szótárban számos tudnivalót tartalmaz a szócikkekbe beépítve: a címszavak mindegyikéhez gyakorisági mutató járul, s mintegy 40 ezer értelmezés, 55 ezer példamondat, félezer irodalmi idézet, 78 ezer szinonima, 18 ezer antonima, 5 ezer szókapcsolat és szóösszetétel, 10 ezer tájszó, másfél ezer szólás és közmondás, 2000 nyelvhelyességi tanács, végül 16 ezer etimológiai szófejtés segíti a magyar nyelvkészlet teljesebb áttekintését. Mindemellett 500 rajzos illusztráció szemlélteti a leírtakat.
A 2000-es évek elején a Tinta Könyvkiadó vezetője, Kiss Gábor (nyelvész) kérte fel az MTA Nyelvtudományi Intézet munkatársait arra, hogy dolgozzák át, bővítsék és tegyék komplexebbé a korábban megjelent, jórészt a tanulók számára elkészített Képes diákszótárt. Öt évig tartó munkálatok eredményeként született meg a kiadvány, amely célja szerint a magyaroknak, s elsősorban a fiatalabb nemzedékeknek kíván sokrétű ismereteket nyújtani anyanyelvükről, de haszonnal forgathatják a magyart idegen nyelvként tanulók is. Jellegénél fogva alkalmas arra, hogy szolgálja az oktatást, elsősorban az anyanyelvoktatást.

## A szócikkek szerkezete
A szócikkeket a címszavak mellett a hozzájuk tartozó jelentésértelmezésekből, a példamondatokból és egyéb nyelvi információkból épülnek fel alkotják. Az alábbiakban ezt egy szócikk példáján illusztráljuk.
Ö: mű+egyetem, szabad+egyetem, világ+egyetem

Rövid gy-vel ejtjük, ahogy írjuk.

1. Legfelső fokú oktatási intézmény. Az orvosi egyetemre jár. Egyetemet végzett ember.

2. Az itt oktatók és tanulók összessége. Az egész egyetem tiltakozott az épület elvétele ellen.

3. (régi, választékos) Világmindenség. „A nagy egyetem megszűnt forogni egy pillanatig” (Vörösmarty M.: Előszó).

Szin: 1., 2. (régi, idegen) univerzális 3. (választékos) világegyetem, mindenség, (idegen) univerzum

Etim: Nyelvújítás kori elvonás az egyetemben ’együtt’ határozószóból. Az egyetemben az  → egy számnév megszilárdult ragos alakulata.

## Felhasznált adatbázisok, kézikönyvek
Az Értelmező szótár+ szerkesztése során az alábbi forrásokat használták fel:
- Magyar történeti szövegtár. A Magyar nagyszótár korpusza.
- http.//www.nytud.hu/hhc
- Magyar nemzeti szövegtár
- http://corpus.nytud.hu/mnsz
- A magyar szókészlet határon túli elemei. Szerkesztő: Lanstyák István. Kézirat.

Szótárak, kézikönyvek
- Akadémiai kislexikon I–II. Főszerk. Beck Mihály, Peschka Vilmos. Budapest: Akadémiai. 1989–1990. ISBN 963-05-5279-5
- A magyar helyesírás szabályai. Tizenegyedik kiadás. Tizenkettedik (szótári anyagában bővített lenyomat.) Akadémiai Kiadó. Budapest, 2000.
- A magyar nyelv értelmező szótára I-VII. Szerk. A Magyar Tudományos Akadémia Nyelvtudományi Intézete. Akadémiai Kiadó. Budapest, 1959-1962.
- A magyar nyelv történeti-etimológiai szótára I–IV. Főszerk. Benkő Loránd. Budapest: Akadémiai. 1967–1984. ISBN 963-05-3770-2
- A növénykedvelők kislexikona. Szűcs Lajos. Gondolat Kiadó. Budapest, 1977.
- Etimológiai szótár : Magyar szavak és toldalékok eredete. Főszerk. Zaicz Gábor. Budapest: Tinta. 2006. = A Magyar Nyelv Kézikönyvei, 12. ISBN 963-7094-01-6
- Európa madarai. R.T. Peterson, G. Mountforkt, P.A.D. Hollom. Gondola, Budapest, 1977.
- Helyírás. Laczkó Krisztina, Mártonfi Attila. Osiris Kiadó, Budapest. 2004.
- Idegen szavak és kifejezések szótára. Bakos Ferenc. Második, átdolgozott kiadás. Akadémiai Kiadó. Budapest, 2002.
- Idegenszó-tár. Idegen szavak értelmező és etimológiai szótára. Tótfalusi István. Tinta Könyvkiadó. Budapest, 2004.
- Képes diákszótár. Szerk. Grétsy László, Kemény Gábor. Akadémiai Kiadó. Budapest, 1992.
- Magyar értelmező kéziszótár. Második, átdolgozott kiadás. Főszerk.Pusztai Ferenc. Akadémiai Kiadó. Budapest, 2003.
- Magyar helyesírási szótár.Szerk. Deme László, Fábián Pál, Tóth Etelka. Akadémiai Kiadó. Budapest, 1999.
- Magyar közmondások nagyszótára. T. Litovkina Anna. Tinta Könyvkiadó. Budapest, 2005.
- Magyar nagylexikon  I–XIX. Főszerk. Bárány Lászlóné et al. Budapest: Akadémiai; (hely nélkül): Magyar Nagylexikon. 1993–2004.  ISBN 963-05-6611-7
- Magyar néprajzi lexikon I–V. Főszerk. Ortutay Gyula. Budapest: Akadémiai. 1977–1982.  ISBN 963-05-1285-8
- Magyar ragozási szótár. Elekfi László. Az MTA Nyelvtudományi Intézete, Budapest, 1994.
- Magyar szinonimaszótár. O. Nagy Gábor, Ruzsuczky Éva. Akadémiai Kiadó. Budapest, 1978.
- Magyar szókincstár. Rokon értelmű szavak, szólások és ellentétek szótára. Főszerk. Kiss Gábor. Tinta Könyvkiadó. Budapest, 1998.
- Magyar szólások és közmondások szótára. Mai nyelvünk állandósult szókapcsolatai példákkal szemléltetve. Forgács Tamás. Tinta Könyvkiadó, Budapest, 2003.
- Magyar szólástár. Szólások, helyzetmondatok, közmondások értelmező és fogalomköri szótára. Főszerk. Bárdosi Vilmos. Tinta Könyvkiadó. Budapest, 2003.
- Nyelvi illemtan. Szerk. Deme László, Grétsy László, Wacha Imre. Ifjúsági Lap- és Könyvkiadó. Budapest, 1987., Szemimpex Kiadó. Budapest, é.n. (1998.)
- Nyelvművelő kézikönyv I-II. Főszerk. Grétsy László, Kovalovszky Miklós. Akadémiai Kiadó. Budapest, 1980,1985.
- Nyelvművelő kéziszótár. Második, javított és bővített kiadás. Szerk. Grétsy László, Kemény Gábor. Tinta Könyvkiadó. Budapest, 2005.
- Új magyar tájszótár I. (A-D), II. ( E-J), III. ( K-M), IV. ( N-S). Főszerk. B. Lőrinczy Éva. Akadémiai Kiadó. Budapest, 1979-2002.
[5]